# Splitsing van België

De vier taalgebieden waaruit België bestaat.
Het Nederlandse taalgebied
Het Franse taalgebied
Het Duitse taalgebied
Het tweetalige gebied Brussel-Hoofdstad

De splitsing van België is een politiek streven dat de opheffing van de Belgische federatie beoogt en daarbij zelfstandigheid verleent aan de verschillende Belgische deelstaten. Er zijn uiteenlopende vormen voorgesteld die één aspect gemeen hebben: Vlaanderen en Wallonië worden onafhankelijke staten. Alleen de grootneerlandistische stroming pleit voor een hereniging van Vlaanderen met Nederland, en de rattachistische beweging voor een Waals-Franse hereniging.
Voor de huidige hoofdstad, Brussel, bestaan er verschillende opties:
- aanhechting bij Vlaanderen;
- aanhechting bij Wallonië;
- een condominium tussen Vlaanderen en Wallonië;
- een onafhankelijke Brusselse staat;
- Brussel als een 'Brussels D.C.' - zoals Washington D.C. in de V.S. - onder directe controle van de Europese overheid.

Ook het lot van de Duitstalige Gemeenschap is bij een splitsing van België onzeker.

## Geschiedenis

### Van Frans naar drietalig
Na de Belgische Revolutie van 1830 legde het Belgische Nationaal Congres per decreet vast dat het Huis van Oranje voor eeuwig uitgesloten was van de Belgische troon.
Decreet 24 november 1830 betreffende de eeuwige uitsluiting van de familie Oranje-Nassau van enige macht in België (Bull. Off., nr. XLI): Het Nationaal Congres verklaart dat de leden van de familie Oranje-Nassau voor eeuwig zijn uitgesloten van enige macht in België.
België werd in 1830 onafhankelijk van Nederland. In die periode spraken de gegoede burgerij en hoge geestelijkheid in heel het land voornamelijk Frans. In het onderwijs, de rechtspraak en in het leger was Frans grotendeels de voertaal, waardoor de Vlaamse bevolking die hoofdzakelijk enkel Nederlands sprak het gevoel had achtergesteld te worden. Na verloop van enkele decennia kwam hier een kentering in en na een lange strijd, de zogenaamde taalstrijd, werd het openbare leven in Vlaanderen Nederlandstalig. Tegenwoordig is België een drietalig land, waarbij de onderwijs- en bestuurstaal per regio verschilt: in het Vlaams gewest Nederlands, het Waals gewest Frans, in de regio van de Oostkantons van de Duitstalige gemeenschap Duits, terwijl het Brussels Hoofdstedelijk Gewest tweetalig Nederlands/Frans is.

### Staatshervormingen
Tussen 1970 en 2011 heeft België zes staatshervormingen gekend om de communautaire problemen in België op te lossen. Deze bestonden voornamelijk uit het aanpassen van de Belgische staatsstructuur en het verdelen van de bevoegdheden tussen de verschillende gewesten en gemeenschappen.

## Achtergrond

### Federalisme
De jure is België sinds 1993 een federale staat, de facto sinds 1980. De soevereiniteit over het grondgebied komt toe aan de federatie en een groot aantal bevoegdheden werd doorgeschoven naar de deelgebieden. In België is dat het geheel van gewesten en gemeenschappen, waarbij opgemerkt moet worden dat de Vlaamse Gemeenschap en het Vlaams Gewest van bij het begin gefuseerd zijn.
De indeling in gemeenschappen en gewesten gaat uit van de indeling in taalgebieden. De Nederlandstaligen, Franstaligen en Duitstaligen vormen elk een Gemeenschap: de Vlaamse, de Franse en de Duitstalige Gemeenschap. Elk taalgebied vormt een gewest: Het Vlaams Gewest, het Waals Gewest en het Brussels Hoofdstedelijk Gewest. De Duitstaligen worden hierbij onder het Waals Gewest gerekend. De Vlaamse Gemeenschap noemt zichzelf Vlaanderen, het Waals Gewest Wallonië, de Franse Gemeenschap de Federatie Wallonië-Brussel.
Alle in het parlement vertegenwoordigde partijen met uitzondering van N-VA en Vlaams Belang pleiten voor het behoud van de federale staatsstructuur. N-VA pleit voor een confederaal België en op het termijn onafhankelijk worden van Vlaanderen en Vlaams Belang streeft naar het onmiddellijk onafhankelijk worden van Vlaanderen.

### Confederalisme
Een confederatie of statenbond is in strikte zin een bond van onafhankelijke staten die op basis van een gezamenlijk verdrag een staat vormen. In de Belgische context wordt het begrip echter zo niet gehanteerd. Meestal wordt hiermee de invulling van het artikel 35 van de grondwet bedoeld:
‘De federale overheid is slechts bevoegd voor de aangelegenheden die de Grondwet en de wetten, krachtens de Grondwet zelf uitgevaardigd, haar uitdrukkelijk toekennen. De gemeenschappen of de gewesten zijn, ieder wat hem betreft, bevoegd voor de overige aangelegenheden onder de voorwaarden en op de wijze bepaald door de wet. Deze wet moet worden aangenomen met de meerderheid bepaald in artikel 4, laatste lid.’
Dat zou betekenen dat er een lijst wordt opgesteld met daarin de bevoegdheden die toekomen aan de federale staat. Wat niet in die lijst staat, is voor de deelstaten.
Een probleem is dat België bestaat uit gemeenschappen en gewesten. Gemeenschappen zijn verantwoordelijk voor persoonsgebonden bevoegdheden, gewesten voor grondgebonden bevoegdheden. Bij cultuur of bij ruimtelijke ordening is dat eenvoudig, maar bij specifieke deelbevoegdheden zou weleens de discussie kunnen ontstaan of deze nu naar de gemeenschappen of de gewesten moeten gaan. Een mogelijk oplossing van dit probleem is het instellen van vier deelstaten, waarvan twee territoriale en twee constitutieve deelstaten. Enkel deze 2 laatsten zouden dan volledige soevereiniteit verwerven. Deze twee grote zijn dan de opvolgers van de 2 grote gemeenschappen. Brussel wordt dan een autonome deelstaat, onder condominium van de twee grote deelstaten, en met een zeer grote interne autonomie.
Een groter probleem is echter politiek van aard; een dergelijke lijst moet ook opgesteld worden. Dat betekent dat een evenwicht gevonden moet worden dat voor alle deelgebieden aanvaardbaar is.
N-VA is de grootste voorstander van een confederaal België en staat momenteel alleen met deze visie. Tot voor kort pleitte CD&V en Open VLD ook voor een confederatie maar hebben dit respectievelijk veranderd naar een zevende staatshervorming over vijf jaar en het volledig schrappen uit het partijprogramma.

### Grootneerlandisme en rattachisme
In Vlaanderen bestaat er een kleine grootneerlandistische stroming die ijvert voor de hereniging van Vlaanderen met Nederland. In Wallonië is er sinds Alexandre Gendebien een rattachistische beweging actief die Wallonië bij Frankrijk wil doen aanhechten. Gendebien kwam hierbij in botsing met de eerder Luiksgezinde Charles Rogier, wat zelfs tot een duel tussen beide leidde waarbij Rogier door zijn wang werd geschoten. Beide groepen zijn echter tamelijk onbeduidend en wegen niet echt in het debat. Dit plan wordt ondersteund door het Vlaams Nationaal Jeugdverbond en Bart De Wever.

### Opvolgersstaat
Bij de splitsing van een land wordt er in principe een opvolgersstaat benoemd (zie diadochen). Zo was Rusland de opvolgersstaat van de Sovjet-Unie en Servië de opvolgersstaat van Servië en Montenegro. Een opvolgersstaat behoudt het lidmaatschap van internationale organisaties en blijft gebonden aan de verdragen die de vorige staat ondertekende.
Een optie die vaak genoemd wordt en bekendstaat als het Plan B bestaat eruit dat Vlaanderen zich losmaakt uit de Belgische federatie en dat Wallonië, Brussel en de Duitstalige Oostkantons een rompstaat overhouden die ze België blijven noemen. Dit idee ligt echter niet goed in Vlaanderen, en aangezien Vlamingen de meerderheid van de Belgen vormen heeft het plan electoraal geen basis. Maar als Vlaanderen zichzelf uit België zou afscheuren, zou die laatste overweging allicht niet meer gelden.
Een mogelijkheid is om geen opvolgersstaat aan te duiden, zoals met Tsjecho-Slowakije is gebeurd.

## Voorstanders

### Politieke partijen
Alle Vlaamse politieke partijen behandelen het vraagstuk Vlaamse autonomie en haar verhouding ten opzichte van de Belgische federatie. Het merendeel ervan is gematigd en wenst een zekere mate van autonomie maar geen onafhankelijkheid. De verschillende standpunten zijn onder te verdelen in Belgisch-unitaristen , federalisten, confederalisten die binnen een Belgische staatsstructuur willen blijven en Vlaams-nationalisten die een afscheuring van de Belgische staat voorstaan:
- De Belgisch-unitaristen: deze stroming is voorstander van het terugdraaien of afschaffen van de Vlaamse, Duitstalige en Waals-Franse autonomie en willen van België terug een unitaire staat maken. Deze stroming heeft echter bijna geen electoraal succes. De unitaristische partij - BUB - haalt slechts 0,2% van de stemmen. Bij de Vlaamse verkiezingen van 2019 behaalde de extreemlinkse unitaristische PVDA 4 zetels in het Vlaams parlement.
- De federalisten: deze stroming wil dat de deelstaten eigen bevoegdheden hebben maar dat België soeverein blijft. Dat is de huidige Belgische staatsstructuur. In Vlaanderen zijn dit de partijen Vooruit, Groen, en Open Vld. Sommige van deze partijen willen de provincies afschaffen.
- De confederalisten: deze stroming wil dat het zwaartepunt van de macht verschuift naar de deelstaten maar dat België, weliswaar in een uitgeklede vorm, blijft bestaan. De deelstaten beslissen dan zelf voor welke bevoegdheden ze nog willen samenwerken op confederaal niveau. In Vlaanderen pleit CD&V voor confederalisme. De N-VA ook, maar als overgang naar een onafhankelijk Vlaanderen. In het kader hiervan willen ze ook de provincies afschaffen in het kader van hun streven naar een unitair Vlaanderen. Het zijn dus ook Vlaams-unitaristen.
- De Vlaams-nationalisten: de stroming wil een onafhankelijk Vlaanderen. Het Vlaams Belang[1] wil een onmiddellijke splitsing en voor N-VA is dit het eindpunt, mits een overgangsperiode als een confederale staat[2] waarin België nog bevoegdheden heeft. Ook zij willen als Vlaams-unitaristen de provincies afschaffen.

### Drukkingsgroepen
Behalve de genoemde politieke partijen zijn er drukkingsgroepen en comités, waaronder de Vlaamse Volksbeweging (VVB) en het begin 2011 ontbonden Comité Vlaanderen Onafhankelijk, die ijveren voor onafhankelijkheid. Het Overlegcentrum van Vlaamse Verenigingen (OVV) ijvert voor een autonoom Vlaanderen, maar laat in het midden of dat via onafhankelijkheid of via confederalisme moet. De acties van deze organisaties gaan van het houden van betogingen tot het verkopen en/of uitdelen van vlaggen, stickers en T-shirts met verwijzingen naar onafhankelijkheid.

### Groot-Nederlanders
Deze stroming ijvert voor een aansluiting van Vlaanderen bij Nederland, wat zowel via een verenigde natie kan beoogd worden alsook een sterke samenwerking. Dat eerste is de meest voorkomende strekking. Men zou dan terugkeren naar een soortgelijke staatkundige situatie zoals ten tijde van het Verenigd Koninkrijk der Nederlanden maar dan zonder Wallonië en Luxemburg. Vlaamse onafhankelijkheid is hiervoor de tussenstap. Een meerderheid van de Nederlanders is het voorstel genegen (67% volgens TNS Nipo), over Vlaanderen zijn geen cijfers bekend.

### Wallonië
Het is opmerkelijk dat de splitsing van België veel meer voorstanders kent in Vlaanderen dan in Wallonië. In de meeste staten zijn het immers de minderheden die onafhankelijkheid eisen. Toch moet die tegenstelling genuanceerd worden. In Franstalig België wordt veel meer over ‘plan B’ gesproken dan in het noorden van het land. De ophefmakende RTBF-uitzending Bye Bye Belgium, waarin Vlaanderen eenzijdig zijn onafhankelijkheid uitroept, wordt vaak genoemd als de basis voor de ‘Franstalige verlatingsangst’.
Ook voormalig federaal premier Elio Di Rupo heeft sterke uitspraken gedaan in die zin. ‘België behoort ons toe (La Belgique nous appartient).’ Ons slaat op Wallonië en Brussel - zodra Vlaanderen onafhankelijk wordt. De Waalse onafhankelijkheid wordt ook wel ‘plan W’ genoemd.
Ook zijn er nog rattachisten actief die zoals Alexandre Gendebien destijds en zijn nazaat Paul-Henry Gendebien terug willen aansluiten bij Frankrijk. Een plan dat werd tegengewerkt door de Luiksgezinde en later Belgischgezinde Charles Rogier.

## Redenen

### Politiek-democratische
In de visie van de separatisten is België een politiek onbestuurbaar en een zeer inefficiënte staat. De meer dan een jaar voortslepende onmogelijkheid tot het vormen van een federale regering na de federale verkiezingen van 2007, 2010 en 2019 is in deze visie een gevolg van de decennia durende hervormingen om van België een functionerende staat te maken. Daarnaast heeft de Belgische staatsstructuur een groot democratisch deficit. Hier wordt onder andere verwezen naar een moeilijk verzilverbare Vlaamse meerderheid in de Belgische constructie door de alarmbelprocedure, belangenconflicten, pariteit en grendelgrondwet, die tot doel hebben een machtsevenwicht te bereiken. Tot slot wordt vaak geargumenteerd dat het land over zeven parlementen en zes regeringen beschikt, waardoor het systeem handenvol geld kost. De hoeveelheid aan parlementen werd echter ingevoerd om iedere minderheid een autonomie te verlenen zonder het federale belang op te geven.

### Een volk, een staat
Men vindt dat ieder volk recht heeft op zijn eigen staat. Dit recht staat vermeld in vele grote internationale verdragen, maar is tot op heden een twistpunt. Deze stroming vindt dat de Walen en de Vlamingen twee verschillende volkeren zijn en daarom dus best elk hun eigen land kunnen bezitten. Tegenstanders halen de voorbeelden van Zwitserland en Canada vaak aan, waar moeilijkheden van Belgische omvang tussen taalgroepen niet in dezelfde mate aanwezig zouden zijn en stellen vervolgens dat het taalverschil niet hoeft te leiden tot een splitsing van België. Dit wordt in Canada bijvoorbeeld opgelost door de gedeeltelijk autonome status van de Canadese deelstaat Quebec. Als in Zwitserse kantons de onenigheid tussen de taalgroepen te hoog oploopt, kan een bestuurlijke splitsing als oplossing gelden. Dit leidde onder andere tot het nieuwe kanton Jura, dat zich afsplitste van Bern. Een belangrijk punt daarbij is dat een eventuele splitsing eerder lokaal dan federaal geregeld is.

### Verfransing
De verfransing van de Brusselse Rand en de faciliteitengemeenten is voor voorstanders een van de drijfveren voor een onafhankelijke staat. België werd vroeger geacht een Franstalige staat te moeten worden, waar iedereen naast zijn dagelijks dialect Frans zou moeten kennen en in toonaangevende publieke functies zou moeten gebruiken. De Belgische Grondwet van 1831 voorzag in taalvrijheid. Pas in 1898 werden Frans en Nederlands evenwaardig gesteld in wetten en koninklijke besluiten. Bij het vastleggen van de taalgrens in 1962 werden enkele dominant Waalse gemeenten Vlaams, en verschillende Vlaamse gemeenten met aanzienlijke Vlaamse bevolkingsgroepen Waals. Voor veel Vlamingen was dit de laatste keer dat zij grondgebied wilden afstaan. Ook de status van de Vlaamse randgemeenten om Brussel, die in toenemende mate door Brusselaars worden bevolkt, staat ter discussie. De Vlaamse partijen wijzen bestuurlijke veranderingen echter vrijwel unaniem af.

### BHV
Brussel-Halle-Vilvoorde was de enige kieskring en het enige gerechtelijk arrondissement in België waarvan de grond waarover het bevoegdheid heeft in meerdere gewesten lag. Deze uitzondering in de Belgische federale staat was een van de belangrijkste strijdpunten van de Vlaamse Beweging. Door het bestaan van deze kieskring konden Franstalige inwoners in Halle-Vilvoorde op Franstalige partijen stemmen binnen het Vlaamse gewest, wat in strijd is met het 'grondgebiedsbeginsel'. In 2003 besliste het grondwettelijk hof dat de kieskring ongrondwettelijk is en dat men een oplossing moet zoeken vóór de datum van de volgende verkiezingen in 2007. De toenmalige Regering-Verhofstadt II kreeg tot dan de tijd het vraagstuk op te lossen, anders zouden nieuwe verkiezingen ongrondwettelijk zijn. Er werd geen oplossing gevonden; in plaats hiervan ontbond men de regering voortijdig en hield verkiezingen twee weken vóór de gestelde deadline (zie Belgische federale verkiezingen 2007). Dit had tot gevolg dat de volgende regering (Leterme I) die in maart 2008 aantrad het probleem moest oplossen. Driemaal werd de stemming verhinderd door een belangenconflict dat werd ingeroepen (door de Duitstalige gemeenschap, het Waals Parlement en de Franstalige Gemeenschapscommissie). Verscheidene malen hebben media gewaarschuwd dat België op deze wijze onbestuurbaar zou kunnen worden; buitenlandse media meenden dat het einde van België nabij was, maar tijdens de federale regeringsformatie van 2010-2011 bereikten de onderhandelende partijen een deelakkoord omtrent een splitsing van BHV.

### Economisch
De welvaartscreatie per inwoner is in Vlaanderen over het algemeen groter dan in Wallonië, al is de welvaartscreatie per inwoner in Brussel duidelijk groter dan in de rest van België. Maar door de grote hoeveelheid pendelaars gaat veel van deze welvaart naar Vlaanderen. Dit zorgt voor zogenaamde geldtransfers tussen Vlaanderen enerzijds en Brussel en Wallonië anderzijds: door de hogere werkloosheid krijgen Wallonië en Brussel relatief ten opzichte van het bevolkingsaantal meer geld van de sociale zekerheid. Als men echter per provincie of per streek de bijdragen aan en ontvangsten van de sociale zekerheid bekijkt, blijkt dat verschillende Waalse gebieden, onder andere Waals-Brabant, welvarender zijn dan Vlaamse en dus ook betalen voor die Vlaamse gebieden.
Afhankelijk van de berekenmethode varieert de grootte van de transfers van drie tot vijftien miljard euro per jaar. Officiële bronnen (ABAFIM-studie) komen tot zes tot zeven miljard euro per jaar dat van Vlaanderen naar Brussel en Wallonië stroomt. Er zijn mensen die vinden dat men dit geld beter kan investeren in Vlaanderen. Daarbij zegt men dat Vlaanderen en Wallonië economisch zo verschillen dat men tot een veel efficiëntere economie kan komen in een onafhankelijke context.

## Tegenstanders

### Vlaamse tegenstanders
Volgens verschillende opiniepeilingen is een meerderheid van de Vlamingen tegen een Vlaamse onafhankelijkheid (soevereiniteit). Het merendeel van de Vlamingen is voor een herfederalisering van (een deel van) bevoegdheden.

### Waalse tegenstanders
Van de Walen is een nog groter deel tegen Vlaamse onafhankelijkheid. Een klein deel van de Waalse bevolking is wél voorstander, maar dan vaak op voorwaarde dat Brussel bij Wallonië zal horen.

### Solidariteit
Solidariteit tussen de gemeenschappen is een belangrijke reden waarom tegenstanders België willen behouden. Wallonië is armer dus moet het rijke Vlaanderen het steunen. In dat verband werden er in 2007 verschillende acties gehouden, waaronder de Red De Solidariteit-actie waarschijnlijk de grootste was. De campagne werd voornamelijk gesteund door Franstaligen maar vond ook in Vlaanderen gehoor.
Vanuit Vlaamsgezinde hoek wordt daarbij gesteld dat die solidariteit heel sterk in één richting gaat. Zo bevestigde PS-minister Rudy Demotte enkele jaren geleden nog, als toenmalig nationaal minister van Volksgezondheid, dat Vlamingen op redelijk grote schaal gediscrimineerd worden in Brusselse ziekenhuizen. Vlaamse scholen in Waalse faciliteitengemeenten geraakten nooit opgericht, op een na, en ze krijgen geen enkele subsidie van de Franse gemeenschap, daar waar Franstalige scholen in Vlaamse faciliteitengemeenten wel gesubsidieerd worden. Ze genieten van exact dezelfde subsidies als andere erkende scholen in Vlaanderen.
Studies van Vives en het OVV suggereren ook dat er omvangrijke niet-omkeerbare transfers van Vlaanderen naar de Franstaligen bestaan. Dat zou nochtans niet mogen als het solidariteitsbeginsel gerespecteerd zou worden in alle Belgische regelingen.

### Royalisme
Het Belgisch koningshuis is een symbool geworden van België en de kans dat Vlaanderen bij een onafhankelijkheid voor een koning zal kiezen is onbestaande. Royalisten blijven uit principe daarom België steunen, tot sterk ongenoegen van vooral de Vlaamse onafhankelijkheidsbewegingen.

## Moeilijkheden

### Brussel

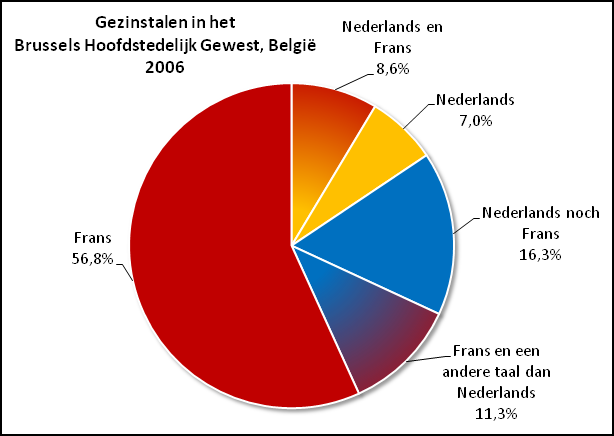
Gezinstalen in het Brussels Hoofdstedelijk Gewest, 2006

Brussel vormt een groot struikelblok in de onafhankelijkheidsstrijd van Vlaanderen. Zowel het Vlaams Belang als N-VA in hun partijprogramma's stellen dat de hoofdstad van een onafhankelijk Vlaanderen Brussel moet blijven. Brussel ligt geografisch gezien volledig in Vlaanderen maar is voor de meerderheid Franstalig (56,8% eentalig Frans, 11,3% tweetalig Frans en een taal anders dan Nederlands, 8,6% tweetalig Nederlands-Frans in 2006). Vandaag de dag wordt er hard gewerkt uit Franstalige hoek aan een Waals-Brusselse Federatie om de onafhankelijkheid van Vlaanderen tegen te werken. Sinds 25 mei 2011 noemt de Franse Gemeenschap zich officieel Fédération Wallonie-Bruxelles oftewel Federatie Wallonië-Brussel. Dit zou enerzijds verwarring vermijden als zou de Franse Gemeenschap van België een groep 'expats' van Frankrijk zijn, anderzijds is het wellicht een poging de (Franstalige) banden tussen Brussel en Wallonië te versterken. De Vlaamse regering gaf kritiek op de naamswijziging aangezien de Belgische Grondwet slechts het begrip 'Franse Gemeenschap' bevat; Waals minister-president Rudy Demotte reageerde dat de officieel gebruikte term "Vlaanderen" eveneens ongrondwettelijk is. Er is nog een belangrijk verschil: de Vlaamse Gemeenschap en het Vlaams Gewest zijn gefuseerd, de Franse Gemeenschap en het Waals Gewest niet en hebben dus twee zelfstandige overheden. Bovendien is de Franse Gemeenschap geen 'federatie' tussen "Brussel" en "Wallonië", omdat het Brussels Hoofdstedelijk Gewest losstaat van de gemeenschappen, er geen 'Brusselse gemeenschap' bestaat en er dus geen Brussels politiek lichaam is waarmee "Wallonië" mee is 'gefedereerd'.
Sommige pleiten voor een Europees District naar het voorbeeld van Washington D.C. (zie Brussel en de Europese Unie) en Mexico-Stad en nog anderen vinden dat Brussel bij Vlaanderen moet blijven (vooral de zgn. V-partijen).
Een andere oplossing is het voorstel van het OVV en met name haar werkgroep Brussel. Die stelt voor dat Brussel een autonome 'regio wordt', al dan niet onder een condominium van de Vlaamse en de Franse Gemeenschap. Daarbij krijgt Brussel een nog merkelijk grotere autonomie dan het vandaag al heeft. Binnen het gewest krijgen de beide gemeenschappen eveneens een zeer grote autonomie. De burgers maken er dan of een gemeenschapskeuze (in het geval van een confederale staatsstructuur) of een nationaliteitskeuze (in geval van onafhankelijkheid).

### Imagoproblemen
De Vlaamse onafhankelijkheid heeft voor sommigen een negatief en extreemrechts imago in Vlaanderen, voornamelijk bewerkstelligd door de partij Vlaams Belang. De Vlaamse Beweging en verschillende manifesten zoals het Gravensteenmanifest proberen dit imago echter te veranderen en stellen dat de Vlaamse zaak gematigd of zelfs ook links kan zijn. Ook zijn er berichten dat Vlaanderen een internationaal imagoprobleem heeft. Franstaligen doen zich voor als onderdrukte minderheid en spannen daarover zaken aan in bij het Europese Hof Straatsburg. Gekleurde berichtgeving over de taalwetgeving en het feit dat de meeste buitenlandse journalisten in Brussel Nederlandsonkundig zijn, speelt een belangrijke rol bij het toespelen van de zwartepiet aan de Vlamingen.

## Voorbeelden
In de recente Europese geschiedenis zijn enkele voorbeelden te vinden van landen die bestonden uit twee grote gebiedsdelen dan wel deelstaten, die door onderlinge onenigheid vredig uit elkaar gingen. Het is waarschijnlijk dat een mogelijke opsplitsing van België zonder geweld tot stand zal komen, en voorstanders wijzen deze gevallen dan ook aan als 'voorbeeld voor Vlaanderen'. Een belangrijke pleitbezorger is Karim van Overmeire (N-VA), die in 2008 het boek Vlaanderen onafhankelijk. Hoe moet dat dan? schreef over een mogelijke splitsing van België, vergelijkend met de drie vreedzame Europese scheidingen in de 20e en vroege 21e eeuw, met daarin opgenomen een proeve van een grondwet voor Vlaanderen en voorstellen tot ontbinding van de Belgische staat (destijds door VB-leden ingediend). Tegenstanders, maar ook sommige voorstanders merken daarentegen op dat die gevallen eenvoudiger waren, onder meer door het ontbreken van het typisch Belgische vraagstuk van het Brussels Hoofdstedelijk Gewest, en algemeen de structuur van gemeenschappen en gewesten die uniek is voor België, dat als eenheidsstaat was ontstaan en pas later gefederaliseerd.

### Noors-Zweedse Unie
Noorwegen kwam in Zweedse handen nadat de Deense koning Frederik VI van Denemarken in 1814 Noorwegen moest afstaan aan Zweden. Dit duurde tot de interne spanningen in 1905 zo hoog waren opgelopen dat men de unie per volksraadpleging ontbond en Noorwegen zo onafhankelijk werd.

### Servië en Montenegro
In 2006 riep Montenegro de onafhankelijkheid uit van Servië nadat in een referendum 55,6% van de bevolking voor een splitsing had gestemd. Aangezien men de internationale regels had opgevolgd, verliep de erkenning zonder problemen. Enkele weken later trad de nieuwe staat toe tot de Verenigde Naties.

### Tsjecho-Slowakije
Na het wegvallen van de dictatuur streefden de Slowaken naar een grotere autonomie, nl. confederalisme. Daarbij vielen ze terug op de soevereiniteit die Slowakije als Duits bondgenoot verkreeg in 1938. Tsjechië weigerde deze toe te kennen en stelde de keuze: separatisme of federalisme. In 1992 riep Slowakije de onafhankelijkheid uit. Officieel hield Tsjecho-Slowakije op te bestaan per 1 januari 1993.

## Opiniepeilingen
Diverse opiniepeilingen hebben reeds gepeild naar de steun voor een onafhankelijk Vlaanderen:
- 1990: 16% van de Belgen zijn voor separatisme, zo meldt Le Soir
- 1991: 1/3 Vlamingen voor separatisme, in Franstalig België bedraagt het aantal 1/5, volgens een peiling van Di Marso-De Morgen
- 1991: 9% van de Vlamingen wenst de splitsing van België, volgens een onderzoek van ISPO (KU Leuven)
- 1992: In een peiling van De Standaard, spreekt 31% van de Vlamingen zich uit voor onafhankelijkheid
- 1992: in een peiling van Panorama spreekt 79,7% zich uit tegen onafhankelijkheid
- 1993: Volgens een peiling van La Libre Belgique zijn 9% van de Vlamingen gewonnen voor separatisme
- 1995: 5,8% van de Vlamingen zijn voor separatisme, aldus een onderzoek van ISPO (KU Leuven)
- 1996: 34,5% volgens La Nouvelle Gazette, uitgevoerd door Field Research
- 1996: Volgens een peiling van La Libre Belgique uit september 1996 lag het aantal separatisten op 44%. Een andere peiling, in dezelfde maand uitgevoerd en gepubliceerd in Humo, toonde dan weer aan dat slechts 17% van de Nederlandstaligen vragende partij was voor een splitsing van België.
- 1999: 10,67% volgens het onderzoek van Erik Meersseman e.a. van de KU Leuven
- 2003: 7,8% wil Vlaanderen als enige bestuursniveau (ISPO-KU Leuven)
- 2004: 35% voor, 63% tegen, De Standaard op 7 juni (naar aanleiding van de 70e verjaardag van Albert II)
- 2004: 22,7% voor, 49,3% tegen, aldus het VDC in opdracht van Doorbraak
- 2004: "Quand on leur demande s'ils veulent que la Belgique continue à exister, 93 % des Flamands répondent oui", aldus Le Soir die haar opiniepeiling citeert.[18]
- 2004: 16% van de Vlamingen is voor onafhankelijkheid, aldus Het Nieuwsblad
- 2005: 19,9% voor, 49,9% tegen, aldus het VDC in opdracht van Doorbraak
- 2005: 51,1% voor onafhankelijkheid, 40,5% tegen, aldus De Stemmenkampioen
- 2006: 43% van de bedrijfsleiders meent dat Vlaanderen beter onafhankelijk wordt, aldus De Tijd op 16 september
- 2006: 21,6% voor onafhankelijkheid, 55,9% tegen, aldus het VDC in opdracht van Doorbraak
- 2007: "De grootste eensgezindheid", schrijft De Standaard, "betreft de eensluidende afwijzing, aan beide kanten van de taalgrens, van het separatisme: noch in het noorden, noch in het zuiden van het land vind je voorstanders van de verdwijning van België. De zes procent Vlamingen en twee procent Franstaligen zijn in deze zo goed als te verwaarlozen. We willen dus wel degelijk voortgaan met elkaar." (De Standaard, 24 maart 2007)
- 2007: 11% van de Vlamingen zijn voor separatisme, aldus La Libre Belgique (maart 2007)
- 2007: 45,8% voor onafhankelijkheid, 54,2% tegen, aldus het VTM-nieuws van 19.00 uur op 24 augustus in volle formatiecrisis.
- 2007: 9,4% voor onafhankelijkheid, aldus een studie van ISPO (KU Leuven)
- 2007: 38,8% voor onafhankelijkheid, aldus het Het Nieuwsblad op 25 augustus
- 2007: 25% voor onafhankelijkheid, aldus het programma Koppen
- 2007: 44% voor onafhankelijkheid, aldus Het Laatste Nieuws op 5 november
- 2007: "Indien Kris Peeters er niet in slaagt om een staatshervorming uit de brand te slepen, vindt 44 procent van de Vlamingen dat Vlaanderen dan maar onafhankelijk moet worden." (HLN, 27 september 2007)
- 2007: In DS wordt teruggeblikt op de eerdere peiling: "Nu, acht maanden en een diepe communautaire crisis later, is het aantal kiezers dat vindt dat België zo snel mogelijk tot het verleden moet behoren, gestegen tot 12 procent. Dat is nog altijd een bescheiden percentage vergeleken met het aantal voorstanders van een unitaire staat of de huidige federale staat." (DS, 10 november 2007).
- 2008: Volgens een peiling van Het Nieuwsblad d.d. 11 juli 2008, was 30% van de Vlamingen voorstander van separatisme.
- 2008: Groot-Nederlandse gedachte met eerst Vlaamse onafhankelijkheid als tussenstap. Een meerderheid van de Nederlanders is het voorstel genegen (67% volgens TNS Nipo), bij de Vlamingen is deze stroming minder populair en omvat een derde tot de helft van de Vlaamse bevolking (VRT laat 36% optekenen, Het Laatste Nieuws 50,9% met 12,7% die een Vlaams-Nederlandse fusie wil op latere termijn).
- 2010: "Een derde (32%) van de Vlamingen is te vinden voor een onafhankelijk Vlaanderen", aldus een RTL-peiling in april van 2010
- 2010: "We willen het land hervormen, maar niet splitsen,' klinkt het in CD&V-kringen. Om zijn confederalistische koers te onderbouwen, onderzocht CD&V bij 10.000 Vlamingen hoe ze tegen België aankijken. Niet minder dan 84,6 procent van de ondervraagden zegt ‘neen' op de vraag ‘Vindt u dat België moet worden opgedoekt?'" (27 mei 2010, bron: DS)
- 2010: Volgens HNB (augustus 2010) zou 25% van de Vlamingen voorstander zijn van separatisme
- 2010: "België mag niet barsten", titelde Het Laatste Nieuws op 11 september 2010: 75% van de Vlamingen sprak zich uit tegen separatisme, 9% was voorstander.
- 2010: 54% voor 'copernicaanse omwenteling' (zwaartepunt naar deelstaten), van deze kiest 18% voor onafhankelijkheid & 36% voor meer Vlaanderen binnen België, aldus VRT op 8 oktober.[19]
- 2010: Volgens een peiling van La Libre Belgique van september 2010 zijn 88% van de Belgen gekant tegen het het separatisme. 40% is zelfs vragende partij voor het herstel van de unitaire staat.
- 2010: Een peiling van VRT/DS (9 oktober 2010) legt het aantal separatisten op 18%.
- 2010: Na een half jaar regeringsonderhandelingen zijn in een geactualiseerde peiling van LLB (19.12.10) de cijfers van de separatisten in dalende lijn: 10% van de bevolking wenst het einde van het land.
- 2011: Peiling van HNB/VRT (7 oktober 2011). 75% van de Vlamingen zegt fier te zijn op het feit dat hij (of zij) Belg is en 80% wenst geen splitsing van het land. Bij jongeren en studenten loopt dit aantal zelfs op tot 90%.
- 2014: Onderzoek van ISPO (KU Leuven) geeft aan dat 6,4% van de ondervraagden in het Vlaams gewest voor de splitsing van België zijn. Ook geeft het onderzoek aan dat het aantal Vlamingen dat zich (weer) met België identificeert, toeneemt.[20][21]
- 2015: 25,8% kiest voor separatisme, in de jongere generatie (geboren na 1982) bedraagt dit aantal echter nog maar 11,7%.[22]
- 2017: Uit een breedvoerige studie van Callebaut en Verschelden (Het Merk België) blijkt dat 85% van de Vlamingen (zeer) positief staat tegenover het land. Slechts 5% zegt België te "haten".
- 2019: Bijna 43% van Vlaamse jongens tussen 12 en 24 jaar oud wil op termijn de Vlaamse onafhankelijkheid. Bij de meisjes kan net geen kwart zich vinden in een onafhankelijk Vlaanderen.[23]
- 2019: In een peiling van Het Laatste Nieuws en Le Soir kwam naar voren dat 21% in Vlaanderen voorstander was van een splitsing en 5% in Wallonië.[24] Verder bleek respectievelijk in Vlaanderen en Wallonië 14% en 11% voor behoud van het status quo te zijn, 31% en 16% voor meer bevoegdheid naar de regio's, 26% en 61% voor een terugkeer naar het unitair België, terwijl ten slotte 8% en 7% aangaf dat de kwestie hen niet interesseerde.
- 2021: in een enquête uitgevoerd door de UA en de VUB voor ‘De Stemming’ zegt 12% van de Vlamingen alle bevoegdheden op Vlaams niveau te willen leggen. Daarentegen wil 33% integendeel een terugkeer naar de unitaire staat. Nog eens 15% wil het zwaartepunt van de bevoegdheden bij de deelstaten leggen, 30% wil dat ze bij de federale staat liggen. 10% kiest voor een model waarin de federale staat en de deelgebieden evenveel macht hebben.
- 2024: 40% van de Vlamingen wil op termijn Vlaamse onafhankelijkheid, volgens een online peiling uitgevoerd door IVOX (18 april) in opdracht van Het Laatste Nieuws en VTM (De Stem van Vlaanderen).[25] Experts trekken de betrouwbaarheid van de gebruikte methode en vraagstelling in twijfel, wat het sterk afwijkende percentage zou verklaren.[26]
- 2024: 16 % van de Vlamingen wil de opsplitsing van België in een onafhankelijk Vlaanderen en een onafhankelijk Wallonië volgens een peiling uitgevoerd door IVOX (17 mei) op vraag van het OVV.[bron?]